# 立川消防署

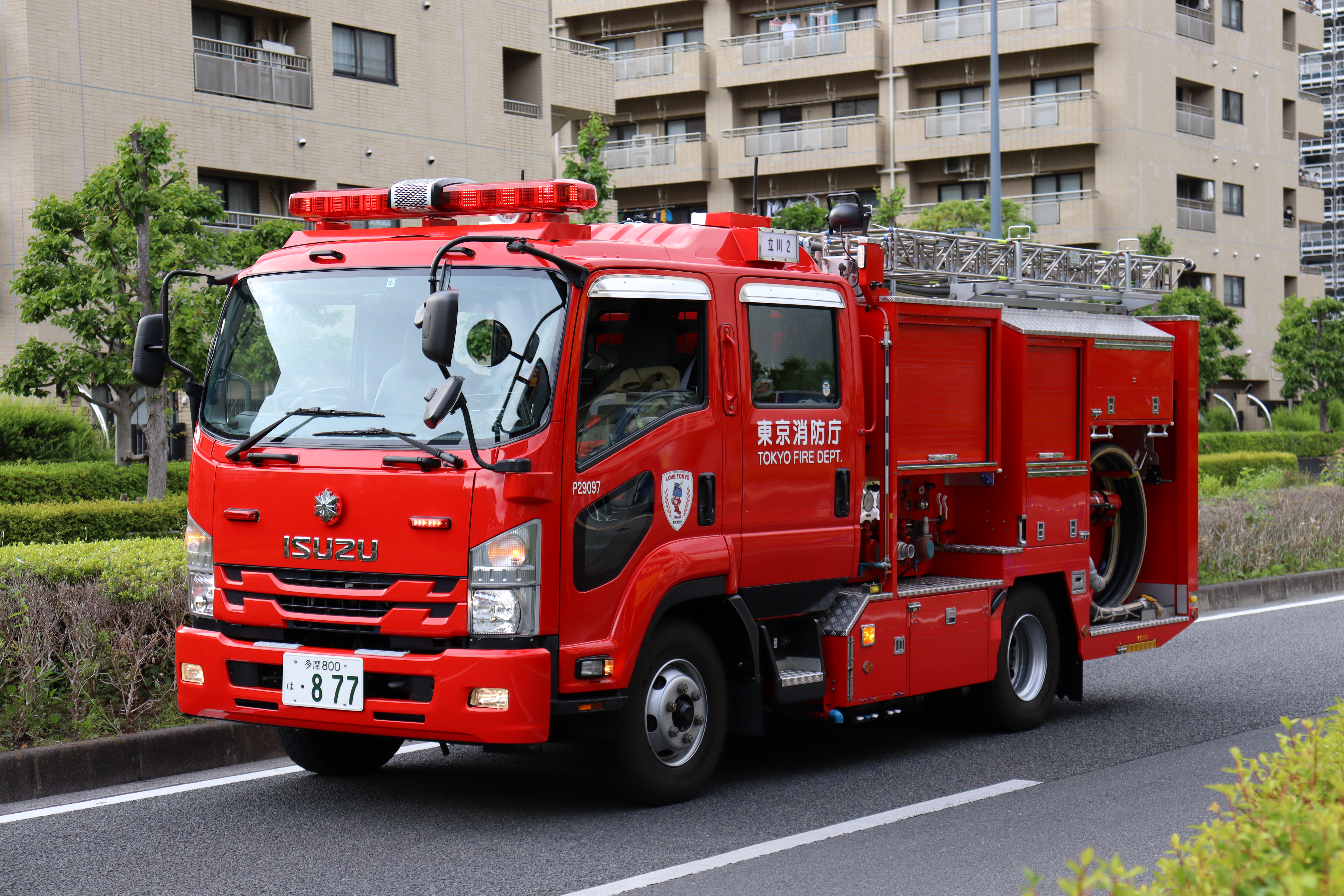
立川消防署の消防車。

立川消防署(たちかわしょうぼうしょ）は、東京都立川市にある東京消防庁第八消防方面本部に所属する消防署。

## 概要
立川市と国立市を管轄する消防署である。東京消防庁第八消防方面本部庁舎も併設されている。

### 沿革
- 1943年10月 - 立川消防署が開署。
- 1948年2月 - 昭島出張所が設置される。
- 1948年3月7日 - 消防組織法の施行にともない、立川市、北多摩郡昭和町、谷保村の3市町村合同で「立川地区消防本部」を設置し、立川消防署は同消防本部の管轄となる。
- 1951年4月1日 - 谷保村が町制施行し国立町となったことに伴い立川市、昭和町、国立町の3市町合同による消防本部となる。
- 1954年5月1日 - 北多摩郡昭和町が拝島村と合併し昭島市となったことに伴い立川市、昭島市、国立町の3市町合同による消防本部となる。またこれに伴い昭和出張所が昭島出張所に改称。
- 1960年3月12日 - 立川市、昭島市、国立町の3市町が東京消防庁への消防事務委託を合意。「消防事務の委託に関する規約」が成立する。
- 1960年3月31日 - 翌日の消防事務委託に伴い立川地区消防本部を解散。
- 1960年4月1日 - 東京消防庁に消防事務を委託し、東京消防庁立川消防署となる
- 1966年3月7日 - 国立出張所が設置される。
- 1998年12月1日 - 昭島出張所が昭島消防署に昇格し分離独立。

### 所在地
- 東京都立川市泉町1156番地の1

## 出張所
- 錦町出張所

立川市錦町3丁目6番18号
- 砂川出張所

立川市砂川町3丁目43番4号
- 国立出張所

国立市富士見台3丁目1番2号
- 谷保出張所

国立市富士見台1丁目44番5号

## その他

### 一日署長
- 佐藤隆太 - 2021年11月8日。商業施設「GREEN SPRINGS」での消防演習を指揮した。

### 出来事
- 2023年7月5日、立川署の消防士が懲戒免職処分となった。同消防士は、同年5月13日に武蔵村山市で、酒を飲んだ状態で追突事故を起こした上、その場から逃げたとして逮捕されていた。[1]